# (3125) Hay
(3125) Hay (1982 BJ1) ist ein ungefähr 15 Kilometer großer Asteroid des mittleren Hauptgürtels, der am 24. Januar 1982 vom US-amerikanischen Astronomen Edward L. G. Bowell am Lowell-Observatorium, Anderson Mesa Station (Anderson Mesa) in der Nähe von Flagstaff, Arizona (IAU-Code 688) entdeckt wurde.

## Benennung
(3125) Hay wurde nach Will Hay (1888–1949) aus dem Vereinigten Königreich Großbritannien und Irland sowie dem Vereinigten Königreich benannt, der Komiker und Filmstar der 1930er- und frühen 1940er-Jahre war. Als Astronom entdeckte er den Great White Spot auf dem Saturn. Die Benennung wurde vom Entdecker Edward L. G. Bowell nach einer Empfehlung von B. Hetherington vorgeschlagen.